# 江之島電鐵2000型電聯車
江之島電鐵2000型電聯車（日语：／ Enoshima Dentetsu 2000-gata densha）是江之島電鐵的江之島電鐵線使用的電聯車。2000型是為了替代車體老化的江之島鎌倉觀光600型電聯車，而於1990年至1992年間引進的車輛。本型車的首個編組於1990年4月24日開始投入使用。
因為江之島鎌倉觀光1000型電聯車的1501及1502編組經過改造後提升列車的性能，因此本型車的設計著重在改善為乘客提供的服務。本型車除了改善旅客與乘務員的乘坐舒適度，也透過將車體零件的規格統一降低維護成本，並使用不鏽鋼將車體輕量化。本型車的車頭正面採用單片的大型玻璃，以提升駕駛員及乘客的展望視野。車體則考量到鹽害而採用不鏽鋼進行打造。本型車的2001及2002編組皆配備NCB-2密著式連結器，以便能在掛勾與脫鉤時裝卸電氣設備連結器和空氣軟管。而2000型電聯車也在1990年獲得日本設計振興會的優良設計獎。